# Episodi di Dawson's Creek (sesta stagione)
La sesta e ultima stagione della serie televisiva Dawson's Creek, composta da 24 episodi, è stata trasmessa negli Stati Uniti dal canale The WB dal 2 ottobre 2002 al 14 maggio 2003.
In Italia è stata trasmessa da Italia 1 dal 10 novembre 2003 al 17 dicembre 2003.
| nº | Titolo originale                        | Titolo italiano            | Prima TV USA     | Prima TV Italia  |
| -- | --------------------------------------- | -------------------------- | ---------------- | ---------------- |
| 1  | The Kids are Alright                    | Il compleanno di Joey      | 2 ottobre 2002   | 10 novembre 2003 |
| 2  | The Song Remains the Same               | Cercasi appartamento       | 2 ottobre 2002   | 11 novembre 2003 |
| 3  | The Importance of Not Being Too Earnest | Una e-mail di troppo       | 9 ottobre 2002   | 12 novembre 2003 |
| 4  | Instant Karma!                          | Riflessioni                | 16 ottobre 2002  | 13 novembre 2003 |
| 5  | The Impostors                           | Una band eccezionale       | 23 ottobre 2002  | 17 novembre 2003 |
| 6  | Living Dead Girl                        | Terrore sul set            | 30 ottobre 2002  | 18 novembre 2003 |
| 7  | Ego Tripping at the Gates of Hell       | Nuovi amori                | 6 novembre 2002  | 19 novembre 2003 |
| 8  | Spiderwebs                              | Il concerto                | 13 novembre 2002 | 20 novembre 2003 |
| 9  | Everything Put Together Falls Apart     | Chiarimenti                | 20 novembre 2002 | 24 novembre 2003 |
| 10 | Merry Mayhem                            | Un Natale movimentato      | 11 dicembre 2002 | 25 novembre 2003 |
| 11 | Day Out of Days                         | Da assistente a regista    | 15 gennaio 2003  | 26 novembre 2003 |
| 12 | All the Right Moves                     | Una vera occasione         | 22 gennaio 2003  | 27 novembre 2003 |
| 13 | Rock Bottom                             | Uno zio particolare        | 29 gennaio 2003  | 1º dicembre 2003 |
| 14 | Clean and Sober                         | Televisione, che passione! | 5 febbraio 2003  | 2 dicembre 2003  |
| 15 | Castaways                               | Notte al supermercato      | 12 febbraio 2003 | 3 dicembre 2003  |
| 16 | That Was Then                           | Il passato è passato       | 26 marzo 2003    | 4 dicembre 2003  |
| 17 | Sex and Violence                        | Sesso e gelosia            | 2 aprile 2003    | 9 dicembre 2003  |
| 18 | Love Bites                              | Pene d'amore               | 9 aprile 2003    | 9 dicembre 2003  |
| 19 | Lovelines                               | Serata all'auditorium      | 16 aprile 2003   | 10 dicembre 2003 |
| 20 | Catch 22                                | Tempo di esami             | 23 aprile 2003   | 11 dicembre 2003 |
| 21 | Goodbye Yellow Brick Road               | Ognuno per la sua strada   | 30 aprile 2003   | 11 dicembre 2003 |
| 22 | Joey Potter and Capeside Redemption     | Silenzio, si gira!         | 7 maggio 2003    | 12 dicembre 2003 |
| 23 | All Good Things...                      | Per sempre (Parte 1 e 2)   | 14 maggio 2003   | 17 dicembre 2003 |
| 24 | ... Must Come to an End                 | Per sempre (Parte 1 e 2)   | 14 maggio 2003   | 17 dicembre 2003 |

## Il compleanno di Joey
- Titolo originale: The Kids Are Alright
- Diretto da: Gregory Prange
- Scritto da: Tom Kapinos

Joey ha rinunciato al viaggio a Parigi preferendo trascorrere l'estate a Capeside lavorando come cameriera allo yacht club, è uscita per un po' di tempo con un ragazzo il quale si è innamorato di lei, motivo per cui Joey ha subito interrotto la loro frequentazione. I genitori di Jen hanno deciso di divorziare, cosa di cui lei è felicissima, Eric ha lasciato Jack per un altro ragazzo, tuttavia Jack invece che perdersi d'animo ha iniziato a uscire con altri ragazzi. Dawson ha trascorso l'estate a Los Angeles con Pacey e Audrey ma ha passato poco tempo con loro, quasi sempre assorbito dal suo lavoro di assistente regista fiancheggiando Todd, tra l'altro Dawson e Joey non si sono tenuti in contatto per tutta l'estate.
Le vacanze sono finite e tutti tornano a Boston, Joey ha deciso di iscriversi alla facoltà di letteratura del professor Hetson, proprio lì conosce Eddie Doling, studente molto brillante. Pacey non intende più lavorare come cuoco, dal momento che il padre di Audrey lo ha preso in simpatia gli ha trovato un tirocinio in un'agenzia di cambio. Pacey convince Jack a trovare un appartamento che i due possano dividere insieme, infatti Jack ammette che vivere con Evelyn sta diventando difficile specialmente quando deve portare dei ragazzi in casa.
Dato che il compagno di Evelyn è un insegnante, quest'ultima riscopre la passione per lo studio e con grande sorpresa di Jen, si iscrive a un corso alla facoltà del Boston Bay. Il compleanno di Joey è alle porte e Dawson le lascia un messaggio sulla segreteria telefonica: a breve arriverà a Boston e vorrebbe trascorrere del tempo con lei. Jack e Jen si iscrivono alla facoltà di cultura pop presieduta dal professor Freeman, dal primo momento Jack ne rimane affascinato essendo un uomo attraente.
Pacey trova un appartamento, vi abita Emma Jones, studia musica all'università, cerca dei coinquilini ma non sembra interessata a coabitare con Jack e Pacey, infatti non vuole dividere il proprio appartamento con due ragazzi. Emma lavora in un bar chiamato Hell's Kitchen, conosce Joey e la prende in simpatia, le offre un lavoro come cameriera, in effetti a Joey servono dei soldi, la sua borsa di studio non copre tutte le sue spese economiche.
Benché Pacey avesse affermato che l'estate passata con Audrey a Los Angeles fosse stata la più bella della sua vita, in realtà confessa a Joey che il tempo trascorso con Audrey è stato troppo caotico, quando ha trascorso l'estate con Joey in barca voleva stare con lei per sempre, al contrario dopo un'intera estate con Audrey ora avverte l'esigenza di mettere un po' le distanze da lei: è evidente che non riesce ad amarla come amava Joey.
Joey, mentre è tutta sola all'Hell's Kitchen, viene raggiunta da Dawson, lo invita poi a passare la notte da lei nella sua stanza al dormitorio, mentre Audrey trascorre la notte con Pacey nella suite di un albergo. Dawson, scherzosamente, mette in avanti le lancette dell'orologio in modo da superare la mezzanotte e anticipare il compleanno di Joey, dandole il suo regalo: un globo di neve con all'interno una miniatura dell'insegna di Hollywood. Joey e Dawson si baciano e infine fanno l'amore.
- Guest star: Oliver Hudson, Megan Gray, Roger Howarth, Sebastian Spence, Jack Osbourne

## Cercasi appartamento
- Titolo originale: The Song Remains the Same
- Diretto da: Robert Duncan McNeill
- Scritto da: Gina Fattore

### Trama
Joey si risveglia tutta sola, Dawson non c'è ma poi arriva subito dopo, le ha regalato una rosa, i due finalmente stanno coronando il loro sogno d'amore, Dawson deve partire per Los Angeles ma intende tornare a Boston per stare con Joey. Intanto Pacey inizia il suo tirocinio conoscendo il proprio supervisore Rich Rinaldi, il quale sprona i tirocinanti a studiare per l'esame e ottenere l'abilitazione come agenti di borsa.
Pacey non si arrende, vuole convincere Emma ad accettare lui e Jack come suoi coinquilini ma Emma ha già trovato una coppia di ragazze lesbiche con cui dividere l'appartamento, sennonché Jack con astuzia le convince a ritirare la loro offerta. Mentre Jen è in compagnia di Evelyn un ragazzo si avvicina a lei, si chiama C.J. ha riconosciuto la voce di Jen perché seguiva il programma radiofonico dove lei lavorava come speaker, le offre un lavoro nella Help-Line, un consultorio telefonico dove anche C.J. vi lavora, Jen decide di visitarlo ma non sembra interessata, non lo ritiene l'ambiente adatto a lei.
Joey trascorre il suo compleanno con Dawson, il quale la porta a vedere il set cinematografico dove attualmente lavora. I due, dopo aver trascorso insieme una giornata apparentemente perfetta tornano al dormitorio di Worthington, il bel momento viene rovinato quando Joey sente il cellulare di Dawson suonare, scopre che a telefonargli è una ragazza di nome Natasha, pretende di sapere chi è, lui afferma che si tratta della protagonista del film che sta girando, tuttavia Joey ha capito che Dawson le sta nascondendo qualcosa notando che si sta agitando troppo, e lui ammette che Natasha è la sua ragazza. La cosa diventa ancora più imbarazzante quando Joey scopre che Audrey, Jack, Pacey e Jen sono nella sua camera da letto, in attesa di farle una sorpresa per il suo compleanno, poi decidono di andarsene in modo che Dawson e Joey possano parlare in privato.
All'Hell's Kitchen Emma informa Jack che ha cambiato idea, accetta di avere sia lui che Pacey come suoi coinquilini, quello in cui vive è un quartiere pericoloso, ci sono stati anche dei furti, infatti ammette che vivere con due ragazzi la farebbe sentire al sicuro.
Dawson spiega a Joey che tra lui e Natasha è finita, si era assentato di prima mattina proprio per avere il tempo di lasciarla, perché è solo Joey quella con cui vuole stare, ma per lei è ininfluente, Joey trova inaccettabile che Dawson sia venuto a letto con lei senza dirle che aveva una ragazza, accusandolo di averla manipolata solo per sedurla. Dawson non va orgoglioso del proprio comportamento, afferma che ha preferito non rivelarglielo solo perché sapeva che, in caso contrario, Joey non gli avrebbe mai dato una possibilità, anche perché Dawson ammette che è stufo dell'incapacità di Joey di fare chiarezza sui propri sentimenti, è evidente che non è riuscito a perdonarla del tutto per il fatto che lei lo lasciò. Joey per ostinazione non può accettare che lei e Dawson vivano il loro amore proiettandosi come due adulti, infatti lei preferisce amarlo coltivando speranze e aspettative irrealistiche, capendo che allo stato dei fatti sia lei che Dawson sono solo capaci di rinfacciarsi i loro errori, Joey decide quindi di porre fine al loro amore, questa volta per sempre.

## Una e-mail di troppo
- Titolo originale: The Importance of Not Being Too Earnest
- Diretto da: Joanna Kerns
- Scritto da: Anna Fricke

### Trama
Joey rimane sveglia tutta la notte per scrivere un'e-mail a Dawson, ci terrebbe a salvare il loro rapporto pur non rinunciando al senso di indignazione per come lui si è comportato. Purtroppo senza volerlo l'e-mail diventa di dominio pubblico, tanto che durante una lezione di letteratura, Hetson la legge davanti agli altri studenti umiliando Joey, accusandola di aver tentato inutilmente di razionalizzare il sesso, che è semplicemente un basilare elemento della natura umana.
Pacey inizia ad avere dei problemi al lavoro, non riesce a convincere nessuno a investire nei titoli azionari come dovrebbe, tuttavia Rich inizia a dargli dei consigli, ora Pacey è più sicuro e persuasivo, tanto che convince alcuni investitori a comprare le azioni da lui consigliate. Intanto Jack inizia a fare amicizia con il professor Freeman, in realtà è decisamente attratto da lui.
Inizia il nuovo lavoro di Joey al bar di Emma, l'Hell's Kitchen, dove vi lavora pure Eddie. Proprio al bar fa il suo arrivo Hetson con il quale Joey litiga aspramente per l'umiliazione ricevuta, Hetson le spiega che se lei desidera lavorare nel mondo della letteratura deve imparare ad accettare delle critiche, pure a costo di essere derisa.
Purtroppo Pacey scopre che Rich si è preso la commissione sulle vendite di Pacey, quest'ultimo è arrabbiato ma Rich gli spiega che è ancora inesperto, non può lasciargli la responsabilità di gestire le commissioni. Rich gli fa comprendere chiaramente che di lui non gli importa nulla, non intende fargli da mentore, aggiungendo che Pacey è libero di andarsene se lo desidera. Audrey tenta di convincerlo a licenziarsi tuttavia Pacey decide di continuare a lavorare con Rich, ritenendo che il rispetto che Audrey nutre per Pacey è troppo incondizionato, lui vuole meritare l'ammirazione degli altri e ha capito che per troppo tempo non ha dato importanza al proprio avvenire, e per la prima volta sente il desiderio di mettersi alla prova.

## Riflessioni
- Titolo originale: Instant Karma!
- Diretto da: Robert Duncan McNeill
- Scritto da: Maggie Friedman

### Trama
Audrey si sente trascurata, è da giorni che Pacey la mette in secondo piano, anche perché lui sta studiando per ottenere la licenza di agente di borsa, Audrey lo invita a una festa alla quale intende andare con Jack e Jen, ma Pacey assorbito dallo studio declina l'invito. Dawson e Todd iniziano a girare il loro film, la protagonista è Natasha, la ragazza che Dawson ha tradito e lasciato per Joey, si presenta ubriaca sul set, praticamente sta facendo ostruzionismo durante le riprese, si sente ferita per come Dawson l'aveva trattata.
Benché Pacey desiderasse studiare per l'esame, Rich lo convince a venire con lui in uno strip club, ci saranno anche i dirigenti, ritenendo che Pacey, facendo amicizia con loro, avrà maggiori possibilità di scalare i vertici nella compagnia. Pacey si lascia convincere, la cosa diventa imbarazzante quando incrociano Jen, Jack e Audrey che stavano andando alla festa, quest'ultima si arrabbia con Pacey trovando inaccettabile che preferisca trascorrere il suo tempo con i colleghi piuttosto che con lei. Quando Audrey condanna Pacey per la sua indole ambiziosa, lui accusa la fidanzata di essere una ragazza ricca e incapace di vedere le cose dal suo punto di vista, per lui il lavoro è importante perché non vuole rimanere per sempre una nullità.
L'Hell's Kitchen riceve un'ordinazione dal set dove lavora Dawson, quindi Joey e Eddie vanno a fare la consegna, in questo modo Natasha ha modo di conoscere Joey, la ragazza per la quale Dawson l'aveva lasciata, facendo un'inappropriata scenata di gelosia. Todd, a malincuore, licenzia Dawson dal momento che la sua presenza mette a disagio l'attrice protagonista.
Intanto alla festa Jack incontra Freeman, i due si mettono a parlare amichevolmente, inoltre, sempre alla festa, Jen incontra C.J. e con il suo aiuto allontana Audrey da un ragazzo che voleva abusare di lei approfittando del fatto che era ubriaca, come conseguenza della sua lite con Pacey. Freeman accompagna a casa Jack in auto, dal modo in cui gli parla è evidente che prova dell'attrazione per Jack, addirittura ammette indirettamente che era andato alla festa perché sperava di incontrarlo. Jack ha capito che Freeman è gay e questo lo mette a disagio, tenendo in considerazione il fatto che è un uomo sposato e che la moglie aspetta anche un figlio.
Joey fa capire a Dawson che probabilmente, la ragione per cui non hanno fatto altro che ferirsi, è perché in fondo volevano entrambi sottrarsi dal vincolo che per tanto tempo li ha uniti in modo da poter essere liberi, ecco perché non sono stati capaci di tenere in piedi la loro storia, addirittura quando Dawson le domanda se tra loro avrebbe funzionato in altre circostanze, Joey si astiene dal dargli una risposta. Natasha, ascoltando la conversazione, perdona Dawson nonostante il modo in cui lui l'ha ferita, perché ora ha capito che Dawson sta soffrendo ancora di più a causa del rifiuto di Joey, ha cambiato idea e non vuole più il suo licenziamento.
Mentre Audrey è sola nella sua camera da letto, arriva Pacey, i due si mettono a dormire insieme, senza discutere di quello che è accaduto. Joey, all'Hell's Kitchen, mentre è sola con Eddie, lo bacia, gesto che lui non apprezza avendo capito che è stata solo una reazione alla sua rabbia nei confronti di Dawson.

## Una band eccezionale
- Titolo originale: The Impostors
- Diretto da: Michael Lange
- Scritto da: Gina Fattore

### Trama
Pacey è preoccupato per Audrey, ormai si stanno allontanando inoltre ha notato che la ragazza dedica poco tempo allo studio. Emma desidera esibirsi con la sua band all'Hell's Kitchen, Audrey rimane a dormire da lei e il mattino dopo, mentre Audrey canta sotto la doccia, Emma rimane affascinata dalla sua voce e le propone di esibirsi con lei come voce solista.
Durante una lezione di Hetson, quest'ultimo stranamente si mette a provocare Eddie, i due affrontano in presenza di Joey una conversazione controversa, tanto che Eddie decide di andarsene e di non frequentare più il corso di letteratura. Joey non capisce quello che sta succedendo, finché Emma non le spiega che Eddie non frequenta la facoltà di letteratura e che non studia a Worthington, chiaramente Hetson lo aveva scoperto e per divertirsi era pronto a sbugiardarlo davanti a tutti, mettendo Eddie nella posizione di andarsene.
Freeman dà un cattivo voto a Jack, il quale intuisce che è stato un meschino tentativo di Freeman di punirlo ora che Jack ha scoperto che lui è gay. Jack lo accusa di essere patetico, Freeman è un uomo adulto, e mente alla moglie, alla fine Freeman ammette che ha preferito vivere come un codardo nascondendo a tutti la propria omosessualità perché non voleva che la sua diversità lo trasformasse in una facile vittima del pregiudizio.
Eddie ha sempre amato la letteratura, confessa a Joey che una volta vide alcuni studenti dell'università con tanti libri e gli venne in mente l'idea di frequentare la facoltà di letteratura pur non avendole l'autorità. Freeman assegna a Jack un voto più alto, quello che meritava, gli spiega che il motivo per cui ha scelto di nascondere la sua vera natura è perché, quando era un adolescente, la società era meno evoluta rispetto e come lo è adesso, e dava per scontato che nessuno lo avrebbe mai accettato. Il concerto di Emma e Audrey ha riscosso successo tra il pubblico, ma al contrario di Joey e Jen che erano presenti al concerto, Pacey non è venuto, studiando per l'esame di abilitazione come agente di borsa è crollato dal sonno.

## Terrore sul set
- Titolo originale: Living Dead Girl
- Diretto da: Les Sheldon
- Scritto da: Tom Kapinos

### Trama
Per la notte di Halloween la troupe cinematografica organizza una festa, Todd racconta una storia raccapricciante a Dawson: in passato su questo set venne uccisa una donna, si chiamava Melanie Rose, il marito la strangolò dopo aver scoperto che lei lo tradiva. Dawson è un po' geloso nel constatare che tra Todd e Natasha c'è dell'attrazione, ormai Todd ha capito che Dawson vuole tornare con Natasha essendosi pentito di averla lasciata nella fatua illusione di poter stare con Joey.
Pacey, Jen, Jack, Emma e Audrey vanno a una festa, ormai è sempre più evidente che le cose tra Pacey e Audrey vanno di male in peggio, lui ha scoperto che la media scolastica della sua fidanzata sta peggiorando, Audrey ne attribuisce la colpa proprio a Pacey accusandolo di renderla infelice. Intanto Joey scende a un compromesso con Hetson: egli consentirà a Eddie di continuare a frequentare il suo corso e lei si offre come baby sitter per Harley, la figlia adolescente di Hetson, dovevano andare insieme al cinema ma il padre ha preferito andare a un appuntamento con una donna.
Intanto sul set Dawson avverte una strana presenza, c'è la figura di una misteriosa donna, sospettando che si tratti del fantasma di Rose, come se non bastasse sorprende Todd e Natasha ad amoreggiare, a quel punto Dawson ammette che non sopporta l'idea di vederla con un altro, confessando a Natasha di essersi pentito di averla tradita con Joey. Intanto Eddie si arrabbia con Joey, perché lei non aveva il diritto di chiedere a Hetson di riammetterlo al corso di letteratura, anche perché Eddie non intende nemmeno frequentarlo dal momento che considera Hetson un uomo odioso.
C.J. raggiunge Jen alla festa, è venuto in compagnia di David, il suo amico gay, lavorano insieme all'Help-Line. Jen prova dei sentimenti per C.J. però quest'ultimo spiega a Jack che non nutre interesse per lei, comunque benché Jen avesse all'inizio rifiutato la proposta di lavorare all'Help-Line cambia idea, anche per stare più vicina a C.J. mentre David e Jack si prendono in simpatia, addirittura Jack gli chiede di uscire.
Harley è sparita. quindi Eddie e Joey si mettono a cercarla, quest'ultima intuisce che è andata al cinema, e infatti la trova lì, Harley le confessa che è dura avere un padre come Hetson, vorrebbe solo che fossero più uniti. Joey è consapevole che Hetson, per come si comporta, è quasi indifendibile, però consiglia ad Harley di non arrendersi e di continuare a sperare che un giorno sarà un padre migliore.
Mentre Pacey è tutto solo, viene avvicinato da Emma, le confessa che non è mai stato bene con nessuna ragazza quanto con Audrey, ma solo perché all'inizio la loro relazione si basava sul solo divertimento, senza drammi di natura emotiva, ora però Pacey ha capito di non averla mai amata, ignaro che Audrey ha ascoltato tutta la conversazione. Intanto durante la festa sul set, Dawson viene avvicinato dalla misteriosa figura femminile, che in realtà non è Melanie, ma solo Natasha con una parrucca, la troupe gli ha fatto uno scherzo, anche l'attrazione tra Todd e Natasha era solo una messa in scena.
Sia Joey che Eddie, pur non negando che provano attrazione l'una per l'altro, decidono per adesso di non definire ancora quello che c'è tra loro. Audrey lascia Pacey ponendo fine alla loro storia, sentendo di meritare di meglio di un ragazzo che non è in grado di amarla. Pacey ammette che è dispiaciuto, non voleva ferirla ma Audrey lo mette davanti alla sua ipocrisia perché la verità è che lui non riesce a stare a lungo con la stessa ragazza. Dawson trova il coraggio di confessare a Natasha che lei gli piace per davvero, i due si sdraiano sul letto baciandosi con passione tornando così insieme.

## Nuovi amori
- Titolo originale: Ego Tripping at the Gates of Hell
- Diretto da: Jason Moore
- Scritto da: Anna Fricke

### Trama
Pacey ha superato l'esame per l'abilitazione come agente di borsa, Rich per premiare lui e tutti i colleghi che hanno superato il tirocinio, li porta a New Orleans per una serata di divertimento. Freeman annuncia a Jack e a tutta la sua classe che, per merito dell'ottimo successo riscosso dal saggio da lui scritto, gli è stato offerto un lavoro a Chicago e a breve si trasferirà
Audrey si prepara per il prossimo concerto all'Hell's Kitchen, al quale vanno ad assistere anche Joey, David, Jen e C.J. e benché fosse nell'intenzione di Jack unirsi a loro, accetta l'invito di Freeman di partecipare a un ricevimento della facoltà per la promozione del suo libro. Freeman confessa a Jack che ha chiesto il divorzio a sua moglie. Eddie si rifiuta di servire da bere a Audrey la quale è già chiaramente ubriaca, la ragazza lo insulta, e quando canta davanti al pubblico si mette a fare vandalismo.
Freeman ringrazia Jack, a quanto pare ora desidera accettare con più serenità la propria omosessualità, ed è stato Jack a dargli il coraggio di farlo. Joey è preoccupata per Audrey avendo capito che il suo comportamento è la prova che è triste e arrabbiata benché lei lo neghi, accusa Joey di essere una pessima amica affermando che negli ultimi tempi non ha fatto che trascurarla, ad esempio Joey era all'oscuro del fatto che tra Audrey e Pacey era finita.
Jen tenta di baciare C.J. ma la cosa diventa imbarazzante quando lui preferisce mantenere con Jen una distanza, le rivela che durante gli anni del liceo beveva in continuazione, ora ha smesso tuttavia ritiene che non può avere con una ragazza una relazione perché considera il suo alcolismo un ostacolo insormontabile. A New Orleans, Pacey conosce una donna molto bella di nome Denise, la quale apparentemente sembra interessata a lui, i due si baciano e Pacey la porta nella sua camera d'albergo, ma non ha il coraggio di fare sesso con lei quando scopre che in realtà è solo una prostituta pagata da Rich.
Mentre Audrey è tutta sola, C.J. si avvicina a lei tenendole compagnia. Pacey si mette a litigare per strada con Rich avendo trovato di cattivo gusto quello che ha fatto, col solo risultato che Rich lo deride trovando ridicolo il moralismo di Pacey, il quale non rientra in albergo passando tutta la notte a camminare finché non sorge il solo. Joey è tutta sola nella sua camera da letto, infatti è evidente che è in pensiero per Audrey dato che si è assentata per tutta la notte.
- Nota: in questo episodio è assente Dawson.

## Il concerto
- Titolo originale: Spiderwebs
- Diretto da: Bethany Rooney
- Scritto da: Gina Fattore

### Trama
Dawson fa una sorpresa ai suoi amici: Todd gli ha regalato dei biglietti per un concerto dei No Doubt, quindi decide di andarci con Natasha, Pacey, Audrey, Jen, Emma, Joey, David, Eddie e C.J. benché tra tutti loro ci siano ancora delle tensioni, a cominciare dal fatto che tra Dawson e Joey c'è un evidente imbarazzo, mentre C.J. si sente a disagio in compagnia di Jen dopo aver rifiutato il suo amore, inoltre per Pacey e Audrey è difficile essere amici dopo la loro rottura.
Purtroppo Natasha e Dawson non possono assistere al concerto perché i biglietti che Todd ha consegnato ai due erano valevoli per un'altra data, mentre Joey ha dimenticato il suo biglietto e quello di Eddie nella camera del proprio dormitorio. Intanto C.J. confessa a Jen che è andato a letto con un'altra ragazza che gli piace molto, Jen ci rimane male capendo che C.J. non vuole stare con lei per la semplice ragione che non gli piace abbastanza, tuttavia trova strano che lui continui a menzionare ripetutamente Audrey nella loro conversazione, adesso ha capito che è lei la ragazza con la quale ha fatto sesso.
Eddie, grazie a suo padre che lavora lì, entra di nascosto con Joey e i due assistono al concerto. Audrey tenta di scusarsi con Jen ma lei, pur mantenendo un forte autocontrollo, ammette che è delusa e arrabbiata per come si è comportata. Audrey e Pacey sembrano sul punto di tornare a essere buoni amici, ma poi Pacey la sorprende a parlare con C.J. il quale non nasconde la sua intenzione di voler stare con lei, ma Audrey gli fa capire chiaramente che la notte che hanno passato insieme è stata un errore e che non prova nulla per lui. Pacey pretende una spiegazione e quando C.J. gli fa comprendere che lui e Audrey sono stati a letto insieme, oltre ad aggiungere che Pacey non è capace di renderla felice, lui colpisce C.J. con un pugno, le guardie di sicurezza a quel punto  li cacciano via dal concerto insieme ai loro amici.
Joey e Eddie si confrontano sui loro padri, quello di Joey era un adultero nonché un delinquente, mentre il padre di Eddie è un gran lavoratore e un marito devoto, ma non ha mai incoraggiato Eddie nello studio, questa è una delle ragione per cui abbondonò l'università dopo averla frequentata per un breve periodo.
Jen rimprovera C.J. facendogli capire che andare a letto con Audrey pur sapendo quanto quest'ultima fosse triste è stato un comportamento irresponsabile. Anche Emma muove dei rimproveri a Pacey, facendogli notare che Audrey non è più la sua ragazza, picchiare C.J. in segno di gelosia è stato inappropriato e anche se Pacey desidera solo proteggere Audrey non è una responsabilità che lui deve sobbarcarsi.

## Chiarimenti
- Titolo originale: Everything Put Together Falls Apart
- Diretto da: Kerr Smith
- Scritto da: Maggie Friedman

### Trama
Dawson è geloso di Max Winter, attore del film che sta girando, infatti egli è attratto da Natasha che a sua volta non è indifferente al suo fascino. I colleghi di Pacey organizzano un ricevimento, ognuno deve farsi accompagnare da una donna, Pacey convince Emma a fargli da accompagnatrice.
Joey deve studiare per un esame e dato che Eddie deve lavorare tutta la notte al Hell's Kitchen le offre il suo appartamento in modo che lei possa prepararsi senza farsi disturbare. Il mattino dopo Joey e Eddie, non riuscendo più a celare la loro attrazione, fanno l'amore, così purtroppo Joey arriva in ritardo al test finale, rimediando una F che abbassa decisamente la sua media e compromette la sua borsa di studio. Joey supplica Hetson di farle rifare l'esame ma lui si rifiuta perché lo riterrebbe un comportamento poco etico.
Benché Pacey avesse comprato un elegante abito da sera per Emma, lei in occasione della festa lo ritocca, Emma al ricevimento si sente fuori posto, Rich non fa che provocarla tanto che lei, per tutta risposta, lo insulta pesantemente, come se non bastasse si sente indignata quando scopre che per divertimento verrà anche votata la donna più bella tra le accompagnatrici.
Dawson origlia una conversazione tra Max e Natasha dove quest'ultima afferma che Dawson non è il suo ragazzo, lui ci rimane male ma Todd lo convince a non dare alla cosa troppa importanza, anche perché in definitiva Dawson è talmente infatuato di Natasha che non è pronto a rinunciare a lei nonostante la consapevolezza che Natasha ama la propria carriera più di quanto ami lui.
Una volta a casa, Pacey si scusa con Emma per quello che è accaduto, lui stesso trova ignobile il modo in cui i suoi colleghi si comportano, ma purtroppo è costretto a sottomettersi alle loro regole perché è il solo modo per sopravvivere in quell'ambiente, Emma lo perdona, i due arrivano anche a baciarsi. Dawson vede Natasha con Max, ha capito che sono stati insieme, ma decide di sorvolare comportandosi come se non fosse successo nulla.
Al Hell's Kitchen Eddie colpisce Hetson con un pugno dopo che quest'ultimo ha rinfacciato a Eddie che lui non è all'altezza di Joey, finendo però col perdere il lavoro. Dopo quello che è successo Joey e Eddie capiscono quanto entrambi sono importanti l'una per l'altro, finalmente diventano una coppia, e poi passano la notte insieme su una pista di pattinaggio.

## Un Natale movimentato
- Titolo originale: Merry Mayhem
- Diretto da: David Petrarca
- Scritto da: Tom Kapinos

### Trama
Mentre Jack passa il Natale in Europa con Andie e il padre, Dawson, Joey, Jen e Pacey vanno a Capeside, Dawson è accompagnato da Natasha e Todd, invece Jen va con Evelyn mentre Joey invita Eddie e Audrey a seguirla. Il Natale si festeggia a casa di Gail, tuttavia Dawson decide di affrontare Natasha confessandole che è a conoscenza di quello che c'è stato tra lei e Max, a quel punto Natasha ammette che non vede la loro come una relazione seria, in realtà non era nemmeno tanto arrabbiata per il fatto che Dawson l'avesse tradita con Joey, ha finto di provare qualcosa per lui solo per via della sua posizione di assistente regista.
Pacey fa dei costosi regali alla sua famiglia, anche se Doug è felice di vederlo è a disagio nel constatare che Pacey guadagna tanto denaro così facilmente. Mike non sembra contento di vedere Joey al fianco di Eddie, disoccupato e per giunta senza una laurea, è ovvio che non lo reputa il ragazzo adatto a sua figlia, arriva quasi a umiliarlo quando chiede a Dawson di procurargli un lavoro.
Audrey, che ha assunto i barbiturici di Gail, sotto l'effetto dei farmaci, inizia a dire delle cose molto brutte sui suoi amici, accusando tutti di ipocrisia, a cominciare da Jen che è arrabbiata con lei per aver fatto sesso con C.J. inoltre sottolinea come Dawson e Pacey non si siano mai riconciliati del tutto, tra l'altro fa notare a Dawson e Joey come entrambi non siano in grado di stringere relazioni sentimentali durature oltre al fatto che, dopo che hanno fatto sesso, hanno completamente sgretolato il loro amore, infine accusa Pacey di non riuscire a legarsi a una donna perché non ha mai accettato che tra lui e Joey sia finita.
Dopo aver preso le chiavi dell'auto di Pacey ed essersi messa al volante, Audrey sfonda il salotto della casa di Gail. Doug non ha altra scelta che arrestarla, ma Pacey lo convince a dare a lui la colpa, non vuole che Audrey si metta nei guai, a quel punto Doug accusa Pacey di non essere cambiato affatto, si sta comportando con superficialità come in fondo ha sempre fatto, accetta di sorvolare sul quello che è appena accaduto con Audrey ma tenta di far comprendere al fratello che sbaglia se crede che così la aiuterà, Audrey è una tossica e si metterà nuovamente nei guai. Doug ammette di aver rimpianto di non aver mai detto a Pacey quanto fosse fiero di lui quando lavorava come cuoco, ora invece il successo e il denaro lo stanno trasformando in un uomo privo di valori morali.
Natasha decide di chiudere con Dawson, i due ammettono che in fondo non si sono mai amati, decidono di lasciarsi rimanendo in buoni rapporti di amicizia, Natasha ha capito che per il tipo di persona che è Dawson, lui non sarebbe mai capace di gestire il protrarsi di una relazione di solo sesso, affermando che sia lei che Dawson sono ancora troppo giovani per avere delle storie serie sul versante romantico. Benché Joey ci tenesse a conoscere la famiglia di Eddie, lui preferisce non presentargliela per il momento, ammette che il problema è che Joey è sopra il suo livello, e questo è un ostacolo che prima o poi dovranno affrontare.
Sotto la neve, Joey e Dawson per la prima volta dopo tanto tempo, conversano da buoni amici, Joey si scusa con lui perché effettivamente, dopo aver fatto l'amore con Dawson ha messo le distanze da lui, ammette che ormai il loro amore per lei rappresenta un ricordo lontano, ma non ha mai rinunciato alla certezza che Dawson sarà sempre lì per lei ad aiutarla quando a Joey servirà il suo aiuto.

## Da assistente a regista
- Titolo originale: Day Out of Days
- Diretto da: Robert Duncan McNeill
- Scritto da: Gina Fattore

### Trama
Dawson e Todd terminano di girare finalmente il film, ma la produzione chiede che alcune scene vengano girate di nuovo dal momento che la critica non è entusiasta del film. Todd si rifiuta, tanto da dare le dimissioni, quindi la produzione dà a Dawson il compito di proseguire le riprese.
Jen inizia a prestare servizio alla Help-Line, ma il suo atteggiamento cinico non le permette di lavorare come dovrebbe, ed è evidente che avere al suo fianco C.J. come supervisore le dà fastidio, è ancora arrabbiata con lui per quello che è accaduto con Audrey. Joey vede Harley frequentare dei bar, ormai vive con il padre da quando la madre si è trasferita in Bangladesh, Joey cerca di mettere in guardia Hetson che però non vuole darle retta ritenendo che Joey non faccia altro che giudicarlo come un pessimo padre.
Pacey, durante la pausa, si allontana dal lavoro e va al parco acquatico dove incontra Emma, lei frequenta spesso quel posto, i due imparano a conoscersi meglio, Emma ritiene che Pacey non è costretto a cambiare solo perché il suo attuale lavoro glielo impone, addirittura lo invita a licenziarsi.
Mentre Audrey è a Los Angeles dà appuntamento a Dawson in una spiaggia, da un po' fa uso di droghe e ha trascurato gli studi, tuttavia parlando con Dawson esprime il suo desiderio di mettere giudizio nelle proprie scelte, a quanto pare ora vuole rigare dritto.
È da un po' che Eddie non si fa vivo, quindi Joey va a cercarlo nel suo appartamento accompagnata da Harley, ma lui non c'è, così come tutta la sua roba: ha traslocato, Harley vede Joey turbata a ferita, Eddie ha deciso di lasciarla senza dirle niente. Intanto Jack e David iniziano a uscire insieme i due fanno anche il test per l'HIV che risulta negativo per entrambi. Jack confessa a David che durante l'estate ha frequentato diversi ragazzi, le sue storie durano poco principalmente perché, dopo aver conosciuto un nuovo ragazzo, capisce di avere poche cose in comune con lui, e dunque l'interesse svanisce velocemente.
Jen inizia ad apprezzare di più C.J. vedendo con quanta pazienza e premura la sta istruendo alla Help-Line nella quale Jen incomincia a lavorare con più serietà. Intanto durante una lezione Joey nota che Hetson è insolitamente gentile con lei, successivamente scopre che Harley ha mentito a suo padre facendogli credere che aveva un problema e che Joey l'aveva aiutata (questo spiega la gentilezza di Hetson nei confronti di Joey). Hetson ammette di non essere bravo a fare il genitore, Harley si sente abbandonata ora che la madre è andata via, chiede a Joey di farle da baby sitter, è anche pronto a pagarla.
Emma aspetta Pacey al parco acquatico, quest'ultimo ha deciso di licenziarsi, ma poi cambia idea quando Rich gli dà la sua gratifica, è più di quanto guadagnasse come cuoco, effettivamente Pacey è quello che ha ottenuto più vendite in ufficio, di conseguenza Pacey non si presenta all'appuntamento con Emma. Dawson rifiuta l'offerta che la produzione gli aveva fatto, quindi il lavoro viene riproposto a Todd, sennonché egli declina la sua riassunzione, convince Dawson ad accettare la promozione a regista dal momento che è un'opportunità che deve cogliere per il bene della sua carriera.

## Una vera occasione
- Titolo originale: All the Right Moves
- Diretto da: Arlene Sanford
- Scritto da: Maggie Friedman

### Trama
Mentre Joey, Pacey, Jack e Jen sono al bar a divertirsi, vengono raggiunti da Audrey che si scusa con loro per come si è comportata, i suoi amici la perdonano, felici di riaccoglierla, adesso ha deciso di mettere la testa a posto, benché Emma volesse sostituirla con un'altra voce solista, Audrey la convince a riammetterla nella band. Rich invita Pacey alla festa di Roger Stepavich, amministratore dell'azienda farmaceutica di cui stanno tutelando il patrimonio azionario, in effetti è stato imposto a Rich di invitare il suo miglior venditore, che infatti è proprio Pacey. Quest'ultimo si sente onorato, tuttavia Rich mette in chiaro con il collega che da ora deve cambiare codice di condotta, da adesso Pacey deve affrontare la sua carriera con maturità e costanza.
Harley ha capito che Joey desidera vedere Eddie, quindi va a trovarlo e gli mente, facendogli credere che lui ha messo incinta Joey, di conseguenza va da lei scoprendo che quella di Harley era solo una bugia. Joey vuole dei chiarimento per il suo comportamento, Eddie si limita a dirle che la loro relazione è finita, ma Joey gli fa notare che lui semplicemente è sparito senza darle spiegazioni. Eddie le confessa che non poteva più permettersi l'affitto del suo appartamento, è tornato a vivere con i suoi genitori, Eddie non vuole più stare con Joey per il semplice motivo che non si sente alla sua altezza, lei frequenta una prestigiosa università, ha un futuro di successi ad attenderla, lui invece non ha un titolo universitario, né una casa o un lavoro stabile.
Audrey si preparare per il concerto, ma un uomo si avvicina a lei offrendole da bere e anche della droga, lei per debolezza accetta, e durante il concerto perde i sensi. Emma a questo punto la caccia via dalla band. Pacey alla festa riceve da Rich e Roger una grande notizia: vogliono offrirgli una promozione. Alla festa Pacey conosce una donna molto bella, scambia con lei una conversazione, ma non gli dice il suo nome, comunque lo mette in guardia facendogli notare che Pacey sta conquistando il successo professionale troppo velocemente, quella che sta vivendo è forse solo un'illusione.
Joey ha letto un manoscritto di Eddie, quest'ultimo lo ha scritto di suo pugno, secondo Harley dovrebbe mostrarlo al padre, in effetti Hetson lo legge e ammette che seppur acerbo l'approccio di Eddie alla scrittura denota un buon potenziale, Hetson potrebbe farlo entrare in una prestigiosa scuola per scrittori in California. Joey va a trovare Eddie a casa sua dandogli la buona notizia, Joey lo convince a mettere da parte le sue paure e tentare con la carriera da scrittore, Eddie la bacia e i due si dichiarano amore reciproco, tuttavia Joey ammette che non desidera tornare con lui.
- Nota: in questo episodio è assente Dawson.

## Uno zio particolare
- Titolo originale: Rock Bottom
- Diretto da: Robert Duncan McNeill
- Scritto da: Tom Kapinos

### Trama
Audrey saluta Joey partendo per il centro di riabilitazione, successivamente arriva Eddie che dà a Joey una buona notizia: Hetson ha preparato per lui una lettera di raccomandazione, per la scuola che deve frequentare in California, c'è una borsa di studio disponibile e in effetti è probabile che possa ottenerla. La madre di Audrey telefona a Joey spiegandole che Audrey non è andata nel centro di riabilitazione, quindi Joey e Eddie si mettono a cercarla e la trovano in compagnia di un uomo appena conosciuto di nome Bob.
Dawson, nella sua nuova posizione di regista, non riesce a farsi rispettare dalla troupe, essendo molto giovane non lo prendono sul serio. Dawson ha già diretto altri film, ma solo perché i suoi amici lo aiutavano sempre, adesso in queste nuove condizioni non riesce a lavorare come vorrebbe, Natasha gli fa capire che nell'ambiente del cinema il rispetto non può essere ottenuto mostrando debolezza e fragilità.
Audrey accetta di farsi portare nel centro riabilitativo da Joey e Eddie, ma a patto che venga anche Bob (chiaramente per provocare Joey) Audrey è troppo orgogliosa per ammettere che ha bisogno di aiuto, infatti non vuole farsi ricoverare nella clinica.
Evelyn e il suo compagno si lasciano, questo perché voleva che Evelyn si convertisse all'ebraismo, dunque Jen decide di presentargli Bill, lo zio di C.J. cenando in un ristorante in un appuntamento a quattro, benché Bill appaia come una persona un po' rozza Evelyn lo prende in simpatia. Ormai C.J. ha capito di aver sbagliato a non apprezzare Jen quando l'aveva conosciuta, adesso ha compreso di amarla e due si scambiano un romantico bacio.
Durante il viaggio, in un bar, Audrey picchia brutalmente un uomo che voleva approfittarsi di lei, viene fermata da Joey e Eddie, scoppia a piangere e Joey la abbraccia dandole il suo conforto, adesso Audrey ha capito che deve farsi aiutare decidendo di sua volontà di andare in clinica.
Dawson licenzia l'addetto alle luci che gli aveva mancato di rispetto, e con un discorso ammonitore convince tutta la troupe a obbedirgli. Le riprese del film si concludono, Natasha saluta Dawson dato che da ora sarà impegnata con provini per altri lavori, Dawson ha sempre cercato relazioni impegnative con le donne, ammette tuttavia che stando con Natasha ha imparato ad apprezzare la sua compagnia benché la loro fosse una storia basata soltanto sul divertimento. Natasha gli confessa che è orgogliosa di lui, è certa che un giorno diventerà un grande regista.
Arrivati in California, Joey si separa da Eddie e Audrey, quest'ultima ammette che Joey è la migliore amica che potesse mai avere, infine Joey e Eddie si baciano appassionatamente, lei non è ancora pronta a smettere di amarlo ma ora ha capito che devono prendere strade diverse.
- Guest star: Seth Rogen

## Televisione, che passione!
- Titolo originale: Clean and Sober
- Diretto da: Michael Lange
- Scritto da: Anna Fricke

### Trama
Jack e Pacey vanno per negozi con Joey e vedono una TV al plasma da 42 pollici, dato che la desiderano per il loro appartamento, Pacey decide di acquistarla. Pacey organizza una festa nel proprio appartamento invitando anche gli amici, Emma presenta a lui e Jack il suo fidanzato, Gus, un individuo grottesco e sgradevole.
Dawson va a trovare Audrey alla clinica, lei è felice di vederlo, Dawson scopre che tra i pazienti c'è pure Toni Stark, produttrice cinematografica che un tempo ammirava tanto e che ora è senza lavoro. Alla festa si presentano David, Joey, Jen, Gus e C.J. il quale pare aver messo da parte i suoi dissapori con Pacey, tuttavia tra Jen e C.J. c'è ancora della tensione per via dell'alcolismo di quest'ultimo, dal momento che sono a una festa piena di bevande alcoliche.
Joey decide di usare la festa come diversivo per distrarsi dalla propria malinconia dovuta alla sua recente rottura con Eddie, ammette che è fiera di Pacey dato che finalmente sta diventando un uomo di successo sfruttando fino in fondo il suo potenziale. Jack non capisce per quale motivo Emma stia insieme a un uomo come Gus, infine gli rivela che si è trasferita dall'Inghilterra per studiare, ma avendo rinunciato all'università per dedicarsi alla propria band, verrà rimandata in Inghilterra dato che il suo visto era valido solo per gli studi, sposando Gus potrà rimanere a Boston, in cambio lui verrà a vivere con loro senza pagare nessun affitto.
Audrey tenta di aiutare Dawson a conoscere Stark, ma non serve a nulla, tuttavia ha apprezzato il tempo passato con lui, stare con Dawson le ha permesso almeno per un po' di dimenticare i propri problemi. Audrey gli confessa che ha paura, non ha idea di ciò che la attenderà quando uscirà dalla clinica, Dawson le spiega che semplicemente riavrà indietro la sua vita con la differenza che accantonerà tutti i suoi problemi, i due poi si salutano con un abbraccio.
Joey si ubriaca, diventando allegra, tanto che propone il gioco della bottiglia, Jen la fa girare e punta su C.J. dovendo così baciarlo, i due si fanno trasportare dalla passione, poi si allontanano e vanno in una camera da letto facendo l'amore. Joey fa girare la bottiglia che punta su Pacey, ma prima di poterlo baciare l'attenzione si concentra su Gus che senza volerlo distrugge la TV appena comprata, Emma lo caccia via decidendo di non sposarlo più.
Finita la festa Emma decide di tornare in Inghilterra, benché Jack le avesse proposto di sposarlo lei rifiuta la sua offerta nonostante l'avesse apprezzata tantissimo. Joey avendo bevuto troppo perde i sensi e Pacey la fa sdraiare sul suo letto, Joey comunque lo bacia dato che era stato designato dalla bottiglia, poi si addormenta e approfittando del fatto che non può sentirlo Pacey ammette che non riesce a smettere di amarla.

## Notte al supermercato
- Titolo originale: Castways
- Diretto da: Gregory Prange
- Scritto da: Gina Fattore

### Trama
L'episodio è incentrato su Joey e Pacey, quest'ultimo si fa accompagnare da Joey in un ristorante ad una cena con i suoi colleghi, Pacey riesce a fare colpo su una donna, con la quale intende passare la serata, quindi con la sua auto riaccompagna Joey al dormitorio, anche perché Joey si stava annoiando. Pacey fa una sosta in un supermercato che è in orario si chiusura per comprare dei profilattici, purtroppo sia lui che Joey vi rimangono tutta la notte dato che sono rimasti chiusi dentro. Dal momento che Pacey e Joey sono costretti a restare lì tutta la notte, inevitabilmente finiscono col discutere dei loro sentimenti: Joey è costretta a constatare che Pacey non è in grado di parlare di sesso con lei perché ritiene che evitare l'argomento sia il solo modo per preservare la loro amicizia, questo perché Pacey ha sofferto più di lei quando si sono lasciati, mentre Joey si è sempre mostrata indifferente nei confronti delle conquiste amorose di Pacey successive alla loro rottura. Nonostante l'imbarazzo i due trascorrono insieme una piacevole serata, anche se tra lei e Eddie è finita ammette che per la prima volta nella sua vita è felice perché sente di poter affrontare il proprio futuro con maggiore ottimismo. Pacey si mette a baciarla, le confessa che non ha mai smesso di desiderarla, è evidente che Joey prova ancora qualcosa per lui ma ammette che non è pronta ad affrontare tutto ciò. Joey lo bacia, ammette che ha sentito la sua mancanza, e i due dormono insieme. Il mattino seguente, all'orario di apertura, Joey e Pacey (entrambi di buon umore) lasciano insieme il supermercato.
- Nota: in questo episodio è assente Dawson.

## Il passato è passato
- Titolo originale: That Was Then
- Diretto da: Perry Lang
- Scritto da: Anna Fricke

### Trama
Mentre Pacey è tutto solo in casa, riceve la visita di Joey, i due tentano di fare il punto della situazione, c'è ancora qualcosa a legarli, è evidente che Pacey vorrebbe tornare con lei, ma Joey è ancora molto insicura riguardo alla loro storia, Pacey però è convinto che se tornassero insieme questa volta funzionerebbe ritenendo che lui e Joey adesso sono più maturi. Intanto Dawson torna a Capeside per tenere una lezione di cinema nella classe del suo vecchio insegnante, il signor Gold.
Joey va a casa di Hetson per tenere d'occhio la figlia Harley la quale, benché dovesse studiare, nasconde nella propria camera da letto un ragazzo, Patrick, e quando Joey lo scopre si arrabbia con entrambi. Intanto Pacey, mentre è al lavoro, riceve una telefonata: suo padre è stato ricoverato in ospedale per un'aritmia, si precipita a Capeside per assicurarsi che John stia bene.
John è fuori pericolo, tuttavia come sempre Doug tratta Pacey con ostilità, è evidente che è geloso perché John sembra apprezzare la presenza di Pacey più della sua, come se non bastasse Pacey è riuscito a far trasferire John in una stanza singola. Intanto Patrick, nonostante sia evidente che i sentimenti che prova per Harley sono sinceri, ci prova con Joey, quest'ultima lo trova fastidioso (anche perché Patrick le ricorda Pacey quando era un liceale) Patrick non riesce a esprimere i suoi sentimenti per Harley preferendo provocarla in maniera infantile. Harley non capisce per quale motivo Patrick permetta alla propria immaturità di influire negativamente sul loro amore, Joey si limita a dirle che quando si è adolescenti le proprie scelte vengono dettate principalmente dalla paura. Joey ha capito che ciò che la frena dal voler tornare con Pacey non è il ricordo dei loro errori, ma la paura di fare altri sbagli con lui.
Nella classe di Gold, uno studente di nome George mostra il film che ha girato a Dawson sperando di ricevere da lui dei consigli, tuttavia Dawson capisce di non sentirsi a suo agio all'idea di essere un punto di riferimento per qualcun altro, in realtà Dawson ha perso un po' della sua passione, George ammette che gli piacerebbe dirigere in futuro una propria serie televisiva, Dawson gli consiglia di perseguire le sue ambizioni rimanendo fedele alla propria visione del mondo.
John e Pacey dialogano amichevolmente, il padre di Pacey gli confessa che lo ammira perché ormai lui si è fatto strada nella vita, è dispiaciuto di non essere stato una figura di maggior supporto per suo figlio, ma anche Pacey riconosce i suoi errori, non avendo dato per molto tempo a John motivi per essere fiero di lui. Pacey, non sopportando più le provocazioni di Doug, si mette a litigare con lui, è stufo del comportamento ipercritico del fratello, ha capito che Doug si sente costretto da Capeside e dalla propria famiglia di cui si prende cura per dovere, è evidente che invidia Pacey che si è distanziato da loro riuscendo anche ad avere successo nel lavoro, inoltre la presenza di Pacey gli dà fastidio perché, quando John si è sentito male, è venuto per accertarsi che stesse bene, dimostrando di non essere superficiale come Doug lo aveva accusato. Pacey trova ingiusto che Doug proietti su di lui le sue frustrazioni, comunque dimostrando come sempre la sua genuina umiltà, mente a John facendogli credere che è stato Doug a fargli avere la camera singola.
Pacey va a trovare Gail a casa sua, e inaspettatamente trova Dawson, i due scambiano una piacevole conversazioni, Pacey ammette che quando John si è sentito male ha capito quello che Dawson ha provato quando ha perso Mitch, ormai hanno compreso entrambi di essere diventati due adulti. Dawson gli confessa che vorrebbe girare un film tutto suo anche se non ha i soldi per farlo, Pacey però si offre di aiutarlo sfruttando la sua posizione nella finanza per trovare i fondi.

## Sesso e gelosia
- Titolo originale: Sex and Violence
- Diretto da: Frank Perl
- Scritto da: Tom Kapinos

### Trama
Pacey e Joey continuano a uscire insieme, la segretaria di Pacey viene licenziata e in attesa di assumerne un'altra, Rich propone a Joey l'incarico, seppur temporaneamente, e lei accetta. Anche se ora Jen e C.J. stanno insieme quest'ultimo prova disagio dal momento che lui e Jen fanno l'amore con poca frequenza, ciò li porta a litigare.
Dawson vuole girare un film ispirato alla sua adolescenza, che parli della giovinezza e dell'amore, ma per convincere il produttore Larry Newman a stanziare la somma necessaria, ritocca la trama (più in stile American Pie) in modo che sia più in linea con gli standard superficiali della casa produttrice.
Joey come segretaria è sfacciata e poco servile, è evidente che Pacey non lavora bene con lei, come se non bastasse fa la sua apparizione Sadia Shaw (la donna che Pacey aveva conosciuto alla festa senza che lei gli rivelasse il suo nome) è una giornalista che vuole intervistare Pacey. Joey, gelosa dell'evidente attrazione tra Pacey e Sadia, versa di proposto del latte sul vestito di Sadia.
Dawson chiede un consiglio a Todd: lui si limita a dirgli che se vuole girare il film che tanto desidera, deve produrlo lui da solo trovando i fondi economici. Dawson si licenzia, capendo che il film che Larry voleva produrre si discosta troppo dal suo progetto originale. Pacey licenzia Joey, i due si mettono a litigare ma inaspettatamente, non riuscendo più a celare la loro attrazione, si baciano con passione.
Evelyn aiuta Jen a riconciliarsi con C.J. facendo capire a entrambi il punto di vista dell'altro: Jen non dà tanta importanza al sesso solo perché desidera avere con C.J. un legame autentico e sincero, quello che non ha mai avuto con nessun altro ragazzo, mentre C.J. interpretava il comportamento di Jen come mancanza di desiderio fisico con la paura che lei in futuro avrebbe preferito un altro ragazzo a lui. Mentre Joey è tutta sola all'Hell's Kitchen riceve l'inaspettata visita di Eddie.

## Pene d'amore
- Titolo originale: Love Bites
- Diretto da: Bethany Rooney
- Scritto da: Liz W. Garcia

### Trama
Eddie vuole tornare con Joey, inizierà a frequentare la scuola per scrittori in autunno, vuole Joey al suo fianco, ma lei afferma di non avere il coraggio di concedergli una seconda possibilità. Evelyn ha deciso di non frequentare più Bill, e Jen non ne capisce il motivo anche perché sua nonna non vuole darle nessuna spiegazione.
Dawson si presenta nell'ufficio di Pacey, vuole girare un film e desidera affidare a Pacey i soldi che ha risparmiato lavorando con Todd, dovrà moltiplicarli in modo che possano coprire le spese; Pacey accetta di fargli questo favore pur mettendolo in guardia dato che è rischioso affidarsi al mercato azionario. Dawson torna a vivere a Capeside con Gail, ormai è impaziente di  diventare un vero regista, non intende più frequentare la scuola di cinema, Gail però cerca di affrontare la situazione con Dawson da un punto di vista più razionale: ritiene che il figlio debba prendere in considerazione la possibilità di intraprendere un'altra carriera, nella circostanza in cui non riuscisse a diventare un regista come tanto desidera.
Harley e Patrick vanno al ballo del liceo, con Joey e Pacey come chaperon, tuttavia la faccenda prende una brutta piega quando Harley, per punire Patrick che per tutta la festa non ha fatto altro che ignorarla, balla con un altro ragazzo, Patrick cerca di fare a pugni con lui venendo fermato da Pacey. Quest'ultimo ha capito che Patrick si comporta come uno sciocco solo perché ha paura di far capire a Harley quanto tiene a lei, però gli fa capire che esprimere i propri sentimenti a una ragazza è la sensazione più bella che sperimenterà nella sua vita.
Jen ha capito che Evelyn ha lasciato Bill perché sta male, ha ricevuto una telefonata da uno studio medico, Evelyn le confessa che le è stato diagnosticato un tumore maligno al seno. Jen è disperata, confessando a Evelyn che lei è la persona che ama di più, non può accettare di perderla, Evelyn abbraccia la nipote promettendole che con la radioterapia affronterà la sua malattia perché non è pronta ad accettare la morte.
Ormai Joey ha capito che è Eddie l'uomo con cui vuole stare, è costretta dunque a disilludere Pacey, non desidera tornare con lui pur riconoscendo che ormai è diventato una persona splendida. Patrick si mette a ballare con Harley e finalmente trova il coraggio di confessarle che le piace, contemporaneamente Pacey invita Joey a ballare con lui, a prova del fatto che, nonostante la sua decisione di lasciarlo, non le porta rancore.
Nonostante le parole di Gail, suo figlio non cambia idea, desidera fare solo il regista senza compromessi, l'unica cosa in cui crede e che gli dà speranza. Gail ammette che la passione con cui Dawson persegue le proprie aspirazione è uno degli aspetti del suo carattere che più di tutti le ricorda Mitch, ed è una delle cose che più ama di lui.

## Serata all'auditorium
- Titolo originale: Lovelines
- Diretto da: Joshua Jackson
- Scritto da: Jason M. Palmer

### Trama
Jen, senza sbilanciarsi nelle spiegazioni, decide di lasciare C.J. inoltre anche per Eddie le cose non vanno bene: benché lui e Joey siano tornati insieme la ragazza ormai ha perso il desiderio di fare l'amore con il suo fidanzato.
Il consultorio Help-Line per cui lavorano Jen e C.J. ha organizzato una serata di Loveline in un auditorium, con il dottor Drew Pinsky e Adam Carolla, in effetti Audrey è una grande fan di Pinsky e desidera conoscerlo. All'evento prendono parte anche Joey, Eddie, Jack e David, quest'ultimo conosce un ragazzo di nome Fred che ci prova con lui, naturalmente David essendo devoto a Jack non mostra nessun interesse nei suoi confronti, ma poi Jack invita Fred a sedersi accanto a lui, nonostante il posto fosse riservato a David, il quale guarda Jack flirtare con Fred, trovandolo completamente inappropriato.
Jen, come presentatrice, invita Joey e Eddie a salire sul palco, in effetti Eddie vuole approfittarne per discutere della loro vita sessuale ormai inesistente, cosa che mette Joey a disagio, tuttavia emergono vari problemi tra i due, a cominciare dal fatto che Eddie l'aveva abbandonata e chiaramente Joey proietta in parte su di lui i complessi irrisolti nei confronti del padre, che per Joey è sempre stata una figura assente. Contemporaneamente David espone il suo problema con Jack, perché il modo in cui si è comportato con Fred potrebbe essere la prova che Jack non desidera una relazione monogama con lui.
C.J. si rivolge a Jen davanti al pubblico, pretende una spiegazione, non capisce per quale motivo lo abbia lasciato, a quel punto Jen ammette di considerarlo il ragazzo perfetto, ma il suo blocco emotivo non le permette di esprimere le ragioni che l'hanno spinta a voler chiudere la loro storia. A evento finito Carolla fa capire a Eddie che le cose tra lui e Joey funzioneranno solo quando sarà in grado di riguadagnarsi la sua fiducia.
Jack, in reazione al litigio con David, ritiene che la cosa migliore sia porre fine alla loro relazione, David si arrabbia constatando che davanti al problema il primo istinto di Jack è stato quello di volerlo lasciare realizzando che Jack cerca solo pretesti per non impegnarsi con lui. Jen confessa a C.J. che Evelyn ha il cancro, è per questo che vuole lasciarlo perché non desidera metterlo nella posizione di farsi carico dei suoi problemi, tuttavia C.J. le fa cambiare idea riuscendo a far capire a Jen che è indispensabile imparare a dare fiducia in una relazione quando due persone si amano.
Audrey ha modo di conversare con Pinsky confessandogli dei suoi problemi con gli alcolici e di quanto quel periodo è stato umiliante per lei, si è appassionata al suo programma quando era nella clinica, vederlo in televisione la faceva sentire meglio, a fine episodio Pinsky gentilmente le dà un passaggio a casa.
- Nota: in questo episodio è assente Dawson.

## Tempo di esami
- Titolo originale: Catch-22
- Diretto da: Robert Duncan McNeill
- Scritto da: Laura Glasser

### Trama
Dal momento che Audrey, per disintossicarsi, ha dovuto mettere da parte gli studi, il dipartimento per non farle perdere l'anno le impone di frequentare i corsi estivi. Joey deve superare l'esame di letteratura di Hetson, mentre Eddie le fa una sorpresa: a breve dovranno separarsi quando lui si trasferirà in California per studiare, avevano progettato di passare l'estate a Capeside ma Eddie le propone un viaggio in Europa.
Anche se è evidente che Pacey sente la mancanza di Joey, decide di affrontare la sua vita con ottimismo, lui e Sadia diventano amanti, inoltre si sta impegnando a far fruttare l'investimento di Dawson in un'azienda farmaceutica che a breve dominerà il mercato quando distribuiranno un nuovo farmaco influenzale. Jack tenta una riconciliazione con David, ma lui non intende rimettersi con Jack, accusandolo di non tenere a lui perché in definitiva Jack cerca solo di autoconvincersi di poter avere una relazione seria con un ragazzo ma è ovvio che non è ancora pronto.
Joey si mette a litigare con Eddie perché, nonostante l'allettante prospettiva di passare una romantica vacanza in Europa con lui è evidente che non lo desidera per davvero, Eddie accusa Joey di essere una vigliacca perché, invece che provare a crescere al suo fianco, preferisce rimanere intrappolata nelle proprie paure. Hetson dà una buona notizia a Joey, le ha dato un voto molto alto, che bilanciando il pessimo voto dell'altra volta le permette di superare l'esame, per la prima volta Joey vede un lato diverso di Hetson, specialmente quando parlano di Comma 22 e sul valore della speranza, che Hetson in fondo considera un principio affascinante.
In ufficio Pacey riceve una cattiva notizia da Rich: i titoli azionari dell'impresa farmaceutica dove avevano puntato sono crollati, la FDA non ha approvato la vendita del farmaco a causa delle notevoli controindicazioni. Pacey e Sadia decidono di non vedersi più, anche perché lei gli confessa di avere già un fidanzato benché non ne sia molto innamorata. Pacey adesso non ha idea di come aiutare Dawson a finanziare il film che desidera realizzare, ormai ha perso i soldi che l'amico aveva investito, disperato chiede un prestito a Rich, ma lui si rifiuta di dargli i suoi soldi, la faccenda degenera quando i due arrivano alle mani, infine Pacey viene licenziato.
Jack ha capito che David ha ragione, non è ancora pronto a impegnarsi in una relazione seria, il problema è che ha paura di rimanere solo, Jen gli fa capire che è ancora troppo giovane per preventivare una tale circostanza, e quando troverà la persona giusta lo capirà. Joey cambia idea e decide di partire per l'Europa con Eddie ma nella propria camera da letto trova una lettera di Eddie dove lui le dice addio, quello definitivo, ciò che desidera è vivere con coraggio e aprirsi a nuove esperienze ma ha capito che non potrebbe mai farlo con Joey al suo fianco perché loro due sono troppo diversi.
- Nota. Catch-22, il titolo originale americano, è un libro di Joseph Heller, autore statunitense della metà del Novecento.

## Ognuno per la sua strada
- Titolo originale: Goodbye, Yellow Brick Road
- Diretto da: Peter B. Kowalski
- Scritto da: Anna Fricke

### Trama
Dawson mostra a Pacey la propria camera da letto, arredata proprio come lo era quando frequentavano il liceo, ormai è tutto pronto per allestire il film, esprimendo a Pacey tutta la sua riconoscenza, ignaro che quest'ultimo ha perso i soldi che gli aveva affidato, come quelli di tutti gli altri clienti che gli avevano accordato la loro fiducia.
C.J. si prepara per trasferirsi a New York per frequentare l'università, intanto Helen (la madre di Jen) va a Boston a trovare Evelyn su richiesta della figlia, Jen vuole esortare la nonna e rivelare a Helen del tumore. Jen decide di organizzare una cena invitando anche C.J. e Jack, ad un tratto arriva Bill, contrariato dal modo in cui Evelyn ha posto fine alla loro relazione, le rivela che ha scoperto del tumore, ora tutti lo sanno. Bill fa capire a Evelyn che questa non è una cosa che deve affrontare necessariamente da sola.
Pacey va da Dawson trovando il coraggio di rivelargli che ha perso il lavoro e che l'investimento che gli aveva affidato non ha portato a nessun guadagno, quindi ora Dawson non ha più i soldi per dirigere il film. Lui e Pacey si mettono a litigare, proprio quando sembravano sul punto di appianare le divergenze che per tanto tempo li avevano divisi, i due ormai sembrano rassegnarsi all'idea che non saranno più amici.
Jen propone un'idea: lei e Evelyn si trasferiranno a New York da Helen, che dopo il divorzio ha ottenuto la casa, in modo che Evelyn abbia le migliori cure, in effetti Helen è felice di ospitarle. Jen e Evelyn convincono Jack a lasciare Boston e a trasferirsi con loro a New York, e lui nonostante l'iniziale titubanza accetta, avendo capito che non c'è nulla a trattenerlo a Boston e che Jen e Evelyn sono la sua vera famiglia.
- Nota. Il titolo originale si riferisce alla "yellow brick road", la strada di mattoncini che Dorothy segue ne Il mago di Oz.
- Nota. La canzone cantata da Audrey con la chitarra nel finale è "Way Beyond Empty" di Zalk Wylde's Black Label Society.

## Silenzio, si gira!
- Titolo originale: Joey Potter and Capeside Redemption
- Diretto da: Michael Lange
- Scritto da: Gina Fattore e Tom Kapinos

### Trama
Ormai Dawson si sente un fallito, e non vuole più rivolgere la parola a Pacey, il quale è tornato a vivere a Capeside, Doug lo ospita a casa sua. Joey fa una sorpresa a Dawson: lei, Jen, Audrey e Jack lo aiuteranno a dirigere il film, anche se con poche risorse, anche Todd fa la sua comparsa, Gail gli ha inviato per e-mail il copione di Dawson e vuole dare il suo contributo.
Harley, Patrick e George si improvviseranno attori, recitando rispettivamente i personaggi ispirati a Joey, Pacey e Dawson, mentre Audrey interpreterà il personaggio basato su Tamara. Pacey intanto decide di trovare un po' di denaro per aiutare Dawson, chiedendo agli imprenditori locali di investire un po' di soldi. Seppur con qualche difficoltà le riprese procedono bene, Dawson ha ritrovato il proprio entusiasmo.
Dawson, Joey e Gail salutano con affetto Jack, Jen e Evelyn che partono per New York. Quest'ultima confessa a Jen che Capeside le mancherà ma che non rimpiange la sua scelta di andarsene, tuttavia Jen le spiega che la sua malattia non deve rappresentare un ostacolo promettendole con un giorno torneranno a Capeside.
Joey dà appuntamento a Dawson e Pacey ma lei non si presenta, era solo un espediente per farli incontrare. I due mettono in chiaro che non hanno intenzione di tornare amici, anche se è evidente dati toni della conversazione che in realtà tra Dawson e Pacey non c'è una vera ostilità, quest'ultimo è consapevole che quando si innamorò di Joey distrusse la propria amicizia con Dawson, ma ammette che non lo rimpiange. Sia Dawson che Pacey riflettono sul fatto che entrambi hanno amato Joey ma che lei, ironicamente, voleva solo che loro due si riconciliassero. Pacey comunque dà a Dawson il denaro che ha raccolto in segno di buona fede.
Tutti vanno avanti con le proprie vite, Jen e Jack adesso vivono a New York, Pacey invece ha ricominciato a lavorare nella ristorazione e infine Joey fa finalmente il viaggio a Parigi che più volte aveva rimandato.

## Per sempre (Parte 1)
- Titolo originale: All Good Things...
- Diretto da: James Whitmore Jr.
- Scritto da: Kevin Williamson

### Trama
Sono passati cinque anni: ormai del vecchio gruppo solo Pacey e Jack vivono a Capeside, il primo lavora come chef nell'Icehouse (il diner che apparteneva a Bessie e Joey) che ha trasformato in un ristorante grazie alla famiglia e alla banca, mentre Jack lavora come insegnante di poesia nel liceo di Capeside, Dawson è un produttore televisivo che ha fatto carriera grazie alla serie da lui girata chiamata The Creek basata sulla sua storia, Joey è editrice letteraria e ha una relazione con un suo collega scoprendo che lui vuole chiederle di sposarla, infine Jen cura una galleria d'arte inoltre ha una figlia di nome Amy di pochi mesi, abbandonata dal suo fidanzato dopo che lui l'aveva messa incinta.
Dawson, Jen e Joey tornano a Capeside per l'imminente matrimonio di Gail, infatti sta per risposarsi. Jack ha una relazione con Doug, tuttavia benché sia Pacey che i genitori siano consapevoli della sua omosessualità, ora che Doug è lo sceriffo di Capeside si rifiuta di fare coming out. Pacey accoglie nel proprio ristorante Dawson, Jen, Jack e Joey e tutti e cinque si mettono a cenare in allegria, rievocando con gioia e malinconia la loro adolescenza, ormai Dawson e Pacey si sono riconciliati benché sia evidente che entrambi continuino ad amare Joey.
Pacey, durante il matrimonio di Gail, nota che Jen sta prendendo delle pillole, ad un tratto mentre Jen balla con Dawson sviene, Evelyn non sembra affatto sorpresa, sembra che Jen sia in un cattivo stato di salute, e il fatto che abbia avuto il malore dopo che Jen aveva assunto le pillole, suggerisce che lei sta davvero male. Jen viene ricoverata in ospedale, Evelyn spiega a Dawson, Jack, Pacey e Joey che purtroppo Jen è nata con un difetto cardiaco che è emerso durante la sua gravidanza.
Evelyn, dopo aver ricevuto la diagnosi dal dottore, spiega che ormai a Jen rimane poco da vivere, sta per morire per congestione polmonare, aveva già tentato varie terapie tenendo all'oscuro i suoi amici, ma ormai si rassegna ad accettare la sua imminente morte.

## Per sempre (Parte 2)
- Titolo originale: ... Must Come to an End
- Diretto da: Gregory Prange
- Scritto da: Kevin Williamson

### Trama
Jen sta per morire, infatti a causa delle cattive condizioni dei suoi polmoni, non può attendere per un trapianto cardiaco, tuttavia vuole affrontare per quanto possibile tutto ciò con allegria. È evidente che Joey è ancora innamorata di Dawson e Pacey, tuttavia confessa a Jen che in fondo aveva sempre saputo chi tra i due avrebbe dovuto scegliere fin dall'inizio. Pacey fa una sorpresa a Jen mostrandole un video che Dawson aveva girato anni prima dove ci sono Jen, Dawson, Joey e Pacey adolescenti, quest'ultimo lo aveva preso a Dawson a sua insaputa. Nonostante Jen ci tenesse a reprimere la sua tristezza, alla fine si fa trasportare dalla disperazione confessando a Pacey che non vuole morire e che desidera restare con loro e crescere Amy, a quel punto Pacey abbraccia Jen promettendole che lui e tutti gli altri cresceranno insieme la bambina.
Dawson gira un video che Jen intende lasciare a Amy, dove incoraggia la figlia a dare importanza a valori quali l'amore e la spiritualità, aggiungendo che il periodo passato con sua figlia è stato il più felice della sua vita. Jen vuole che sia Jack a crescere Amy, desidera che la piccola viva a Capeside e che diventi parte integrante della sua comunità. Jack rivela a Jen di averla considerata la sua anima gemella.
Evelyn rimane accanto a Jen tutta la notte in ospedale e il mattino dopo la vede senza vita, Jen è morta, Evelyn le dà un bacio sulla fronte dicendole «A presto piccola cara» facendo capire chiaramente che pure Evelyn sta morendo. Pacey intanto "libera" Joey dal vincolo che li ha sempre uniti, la ama ma vuole che sia felice, anche se con un altro uomo, ma Joey lo sorprende spiegandogli che non vuole rinunciare a lui, perché lo ama ancora.
Jack decide di lasciare Capeside e di vivere altrove con Amy, ma Doug lo convince a cambiare idea, spiegandogli che Amy da ora verrà cresciuta da un padre adottivo omosessuale, di conseguenza ovunque andranno l'emarginazione è un ostacolo che lei dovrà comunque affrontare, ma Doug vuole vivere tutto ciò al suo fianco, baciando Jack sulla spiaggia, finalmente non ha più paura di rendere di dominio pubblico il suo amore.
Per un momento Dawson immagina di vedere Jen uscire da un taxi (come nel primo episodio) lui e Joey si dichiarano amore reciproco ma hanno capito che non è nella vita reale che loro due staranno insieme, loro sono anime gemelle e ciò che li lega è più forte dell'amicizia e dell'amore ma che potranno unirsi solo in un mondo che Dawson definisce "una dimensione ultraterrena".
Finalmente Joey e Pacey tornano insieme, ora vivono nella stessa casa, ad un tratto ricevono una chiamata di Dawson che dà a entrambi una bella notizia: lavorerà al fianco di Steven Spielberg (riuscendo così a coronare il suo sogno adolescenziale). Dawson, sulla sua scrivania, conserva ancora una foto di lui, Joey, Pacey e Jen di quando erano ancora dei liceali.
- Nella versione originale trasmessa in America troviamo numerose scene che invece nella versione italiana sono state tagliate, tra cui l'arrivo per un saluto finale di Andie (assente nella quinta e sesta stagione), e anche molti dialoghi tra Doug e Jack sull'omosessualità.